# Убийство Виктории Теслюк
Викто́рия Ро́бертовна Теслю́к —  московская школьница, дочь одного из топ-менеджеров «Лукойла» Роберта Евгеньевича Теслюка. 26 марта 2011 года, в возрасте шестнадцати лет, пропала без вести в Мытищинском районе Московской области. Труп Теслюк был обнаружен 27 апреля 2011 года в Талдомском районе Подмосковья, а 12 мая из сообщения Следственного комитета стало известно об опознании тела.
Убийство вызвало большой резонанс в российских и многих зарубежных СМИ.
Освещение в отдельных средствах массовой информации убийства Виктории Теслюк и его расследования заставило некоторых российских политиков и общественных деятелей говорить о необходимости выработки профессионального этического кодекса журналистов по освещению трагических событий.

## История исчезновения
26 марта 2011 года в 07:15 Виктория Теслюк, проживавшая вместе с бабушкой, сообщив ей, что едет в Москву к репетитору по математике, вышла из дома, расположенного в садовом товариществе «Смородинки» в деревне Грибки Мытищинского района, и направилась в сторону автобусной остановки. В Москве девушка не появилась и домой не вернулась. Допрошенный позже водитель автобуса также подтвердил, что не помнит, чтобы Виктория  в это утро ехала в его автобусе.
Следственным комитетом по факту исчезновения девушки было возбуждено уголовное дело по ст. 105 УК РФ («Убийство»), а силами полиции и добровольцев организованы поиски Виктории, которые к результатам не привели.

## Обнаружение тела и расследование
27 апреля 2011 года случайным прохожим в лесном массиве вблизи садового товарищества «Родник» в Талдомском районе Московской области был обнаружен труп женщины. Тело не поддавалось визуальному опознанию вследствие сильных повреждений лесными животными и естественных гнилостных изменений, но при трупе также были обнаружены драгоценности, принадлежавшие Теслюк. Родные девушки не смогли опознать в убитой Викторию.
В рамках следственных мероприятий назначена генетическая экспертиза тела с целью его идентификации. 12 мая 2011 года опубликовано сообщение, что экспертами сделан вывод о принадлежности найденного тела Виктории Теслюк. Так, по мнению экспертов, смерть Теслюк наступила в результате открытой черепно-мозговой травмы с переломом черепа. Предположительно, девушка была убита в день исчезновения. Следствие также полагает, что перед убийством Теслюк была подвергнута пыткам (о чём свидетельствует характер повреждений на её теле — у погибшей сломаны нос, челюсть, выбиты зубы, на черепе обнаружено восемь переломов от удара тупым предметом). Также выяснилось, что Теслюк активно сопротивлялась убийце — под её ногтями обнаружены микрочастицы одежды возможного злоумышленника (эксперты пришли к выводу, что он был одет в болоньевую куртку).
Следствие установило, что погибшая не была изнасилована; также отпала и версия об убийстве с целью ограбления, поскольку её ценности и вещи остались нетронутыми (пропали лишь сумка и мобильный телефон). К родителям Виктории после её исчезновения никто не обращался с требованием об уплате выкупа.
Следствие высказывало предположение, что Виктория стала жертвой водителя попутной машины, которую остановила, чтобы добраться до Москвы. Мотивы убийства, а также личность возможного злоумышленника остаются невыясненными.
В отдельных СМИ появилась информация, что Теслюк за несколько дней до исчезновения жаловалась друзьям, что неизвестные люди, передвигающиеся на автомобиле, ведут за ней слежку. Также стало известно, что Виктория при помощи Интернета торговала изделиями из кожи животных, занесённых в Международную Красную книгу. Из опубликованных выдержек из интернет-дневника покойной следовало, что Виктория была не чужда употреблению алкоголя и, со слов её одноклассников, не появлялась на занятиях в школе с сентября 2010 года. Помимо этого, от друзей Виктории стало известно, что девушка предпочитала встречаться с мужчинами старше себя по возрасту «на крутых машинах», за одного из которых собиралась выйти замуж, а незадолго до исчезновения поссорилась со своим возлюбленным. Однако достоверно неизвестно, связаны ли эти факты каким-либо образом с убийством девушки.
В конце мая 2011 года стало известно, что экспертам удалось обнаружить в частицах одежды предполагаемого убийцы, найденных под ногтями погибшей, микроскопические частицы его (убийцы) кожи, по которым учёным удалось установить генетический код злоумышленника.
По состоянию на конец июля 2011 года подозреваемые в совершённом убийстве установлены не были, несмотря на проведённые следствием обыски у родственников и друзей Виктории.
В телепередаче «Реакция Вассермана» на канале НТВ (выпуск 7, эфир от 8 декабря 2012 года) была озвучена информация о причастности к убийству Теслюк «группировки кавказцев», впоследствии якобы разоблачённых при помощи полиграфа; однако ни в каких других источниках данная информация не появлялась.
По данным РБК-ТВ, на июнь 2013 года мотивы убийства Теслюк оставались невыясненными, а убийцы — непойманными.

## Версии
Следствием рассматривалось несколько версий убийства Виктории.
- Первоначально в качестве приоритетной отрабатывалась версия об убийстве на бытовой почве[20];
- позже основной версией было названо убийство по мотивам мести её отцу[21][22];
- также существуют версии об убийстве из ревности[23] или из зависти[24].

## Реакция общественности и СМИ
Главный редактор газеты «Московский комсомолец» Павел Гусев полагал, что пропажа Виктории Теслюк и последующее освещение сопряжённых с этим событий в СМИ требовали от журналистского сообщества выработать хартию, устанавливающую этические нормы для журналистов при описании трагических событий. «Расписывать и смаковать, как произошло преступление, как резали и кололи, — это не журналистика», — заявлял Гусев.
Об этом же заявлял и депутат Государственной думы РФ, глава думского Комитета по конституционному законодательству В. Н. Плигин. Он предложил выработать «профессиональный этический кодекс» по тому, как нужно рассказывать о трагических происшествиях; при этом депутат отметил, что к этому его побудило освещение СМИ гибели Виктории Теслюк.
Член Общественной палаты РФ, адвокат А. Г. Кучерена, поддержав мнение Плигина, высказался за то, чтобы СМИ несли административную и гражданско-правовую ответственность за нарушение этических норм при публикации материалов. «Этот вопрос надо публично обсудить, в том числе и в Общественной палате, и какие-то превентивные меры за нарушения этических норм можно применять: административную ответственность либо гражданско-правовую ответственность», — заявлял адвокат.
При этом другой депутат Госдумы, зампред думского Комитета по информационной политике, информационным технологиям и связи Б. Л. Резник полагал, что этические кодексы внутри журналистского сообщества бесполезны. Необходимо прививать хороший вкус читателям и воспитывать внутреннюю культуру у представителей СМИ, чтобы исчезли «жёлтые» новости, подобные сообщениям о гибели Теслюк, считал депутат.
«Общенациональное объединение русских» в лице А. Турика, С. Воробьёва и В. Басманова выступило 7 мая 2011 года с заявлением «О ситуации с убийствами детей в РФ», в котором, в частности, говорилось: «В начале мая 2011 г. совершено беспрецедентное по жестокости убийство шестнадцатилетней девочки Виктории Теслюк. Подобные зверские убийства наших детей всё чаще происходят на земле нашей Родины. Благодаря нынешнему режиму эти преступления скоро станут обыденностью».
По версии издания «Совершенно секретно», так называемое «дело Теслюк» вошло в число крупнейших российских скандалов 2011 года.
По мнению РИА «Новости» (апрель 2018 года) и Lenta.ru (сентябрь 2019 года), убийство Виктории Теслюк входит в число самых загадочных убийств России, оставшихся нераскрытыми.